# Carme Masià
Carme Masià (Girona, 1952) és una fotògrafa catalana, especialitzada en fotografia d'interior i arquitectònica i en fotografia de viatges.
Va formar-se com a fotògrafa a l'escola EINA. En els anys 80, va estudiar arts gràfiques i fotografia a Nova York i va treballar com a assistent de Brigitte Lacombe. Ha viatjat pel Japó i per la Xina, la qual cosa es reflecteix en l'estil orientalista d'algunes de les seves fotografies. En tornar a Catalunya va col·laborar amb Santa & Cole, Amat 3 i altres empreses. Ha publicat reportatges a Condé Nast, a La Vanguardia i a El País, entre d'altres mitjans. També ha publicat part de la seva obra a diversos llibres, com ara, Girona: matèria i memòria, del poeta Narcís Comadira o El Museu d'art de Girona vist per 7 fotògrafs. A més, ha comissariat exposicions com, per exemple, la mostra retrospectiva dedicada al fotògraf Ferran Freixa a la Fundació Palau de Caldes d'Estrac.